# Uncle Sam (lied)
Uncle Sam is een single uit 1985 van de Britse ska-popband Madness. Het is geschreven door saxofonist Lee Thompson en werd in het Verenigd Koninkrijk de 21e top 30-hit. In Nederland kwam het niet in de hitlijsten, het werd wel nummer 1 in VARA's Clipparade. De B-kant is het Who-achtige Please Don't Go. 

## Achtergrond
Thompson schreef Uncle Sam als aanklacht tegen de veramerikanisering van de Britse samenleving. Het werd opgenomen voor Mad Not Mad, de meest serieuze plaat in het oeuvre van Madness, en is een van de weinige nummers uit dit tijdperk die aan de nutty sound van weleer doen denken. Ook de bijbehorende videoclip is typisch Madness; hierin wordt een rustige buitenwijk letterlijk tot slagveld gebombardeerd en gaan de als mariniers uitgedoste heren in een speedboot de Theems op. De blauwe schmink van Thompson verwijst naar zijn drie jaar oude compositie Blue Skinned Beast (afkomstig van The Rise & Fall) dat over de gesneuvelde Falklandmilitairen gaat. De omroeper die de clip aankondigt wordt gespeeld door Seamus Beaghan, plaatsvervanger van de in 1984 vertrokken pianist Mike Barson. 